# Saison 1999-2000 des Celtics de Boston
La saison 1999-2000 des Celtics de Boston est la 54e saison de la franchise américaine de la National Basketball Association (NBA).
Pendant l’intersaison, les Celtics ont acquis Danny Fortson, Eric Williams, et ont signé les agents libres Calbert Cheaney, et le meneur non drafté, Adrian Griffin,. Pour leur troisième saison sous la direction de l’entraîneur Rick Pitino, les Celtics ont remporté leurs trois premiers matchs, mais ont été en bilan négatif les premiers mois, détenant un bilan de 21-28 à la veille du NBA All-Star Game. À la mi-saison, l’équipe a échangé Fortson avec les Raptors de Toronto en échange d’Alvin Williams, mais le transfert a été annulé parce que Williams a échoué à son examen médical. Fortson n’a joué que 55 matchs cette saison en raison d’une fracture de stress au niveau du pied droit,. Les Celtics ont connu une série de dix défaites entre mars et avril, mais ont réussi à remporter cinq de leurs six derniers matchs. Les fans et les médias ont commencé à montrer leur impatience à l’égard de la franchise,, qui a terminé la saison régulière avec un bilan de 35-47, terminant à la 5e place dans la division Atlantique et la 10e place de la conférence Est.

## Draft
| Tour | Rang | Joueur     | Position | Nationalité | Provenance |
| ---- | ---- | ---------- | -------- | ----------- | ---------- |
| 2    | 55   | Kris Clack | SG/SF    | États-Unis  | Texas      |

## Classements de la saison régulière
| Conférence Est | Conférence Est         | Conférence Est | Conférence Est | Conférence Est |
| No             | Franchise              | Vic.           | Déf.           | PCT            |
| -------------- | ---------------------- | -------------- | -------------- | -------------- |
| 1              | Pacers de l'Indiana    | 56             | 26             | 68.3           |
| 2              | Heat de Miami          | 52             | 30             | 63.4           |
| 3              | Knicks de New York     | 50             | 32             | 61.0           |
| 4              | Hornets de Charlotte   | 49             | 33             | 59.8           |
| 5              | 76ers de Philadelphie  | 49             | 33             | 59.8           |
| 6              | Raptors de Toronto     | 45             | 37             | 54.9           |
| 7              | Pistons de Détroit     | 42             | 40             | 51.2           |
| 8              | Bucks de Milwaukee     | 42             | 40             | 51.2           |
|                |                        |                |                |                |
| 9              | Magic d'Orlando        | 41             | 41             | 50.0           |
| 10             | Celtics de Boston      | 35             | 47             | 42.7           |
| 11             | Cavaliers de Cleveland | 32             | 50             | 39.0           |
| 12             | Nets du New Jersey     | 31             | 51             | 37.8           |
| 13             | Wizards de Washington  | 29             | 53             | 35.4           |
| 14             | Hawks d'Atlanta        | 28             | 54             | 34.1           |
| 15             | Bulls de Chicago       | 17             | 65             | 20.7           |

| Division Atlantique   | V  | D  | PCT  | GB |
| --------------------- | -- | -- | ---- | -- |
| Heat de Miami         | 52 | 30 | 63.4 | -  |
| Knicks de New York    | 50 | 32 | 61.0 | 2  |
| 76ers de Philadelphie | 49 | 33 | 59.8 | 3  |
| Magic d'Orlando       | 41 | 41 | 50.0 | 11 |
| Celtics de Boston     | 35 | 47 | 42.7 | 17 |
| Nets du New Jersey    | 31 | 51 | 37.8 | 21 |
| Wizards de Washington | 29 | 53 | 35.4 | 23 |

## Effectif
| Numéro | Joueur           | Position | Provenance                       |
| ------ | ---------------- | -------- | -------------------------------- |
| 0      | Walter McCarty   | PF       | Kentucky                         |
| 4      | Tony Battie      | C        | Texas Tech                       |
| 7      | Kenny Anderson   | PG       | Georgia Tech                     |
| 8      | Antoine Walker   | PF       | Kentucky                         |
| 9      | Greg Minor       | SG       | Louisville                       |
| 11     | Dana Barros      | PG       | Boston College                   |
| 20     | Doug Overton     | PG       | La Salle                         |
| 27     | Danny Fortson    | PF       | Cincinnati                       |
| 29     | Pervis Ellison   | C        | Louisville                       |
| 34     | Paul Pierce      | SF       | Kansas                           |
| 40     | Calbert Cheaney  | SG       | Indiana                          |
| 44     | Adrian Griffin   | SG       | Seton Hall                       |
| 52     | Vitaly Potapenko | C        | Wright State University          |
| 55     | Eric Williams    | SF       | Vincennes University, Providence |

## Statistiques
| Joueur           | MJ | MC | MPG  | FG%  | 3P%  | FT%   | RPG | APG | SPG | BPG | PPG  |
| ---------------- | -- | -- | ---- | ---- | ---- | ----- | --- | --- | --- | --- | ---- |
| Kenny Anderson   | 82 | 82 | 31.6 | .440 | .386 | .775  | 2.7 | 5.1 | 1.7 | 0.1 | 14.0 |
| Dana Barros      | 72 | 0  | 15.8 | .451 | .410 | .868  | 1.4 | 1.8 | 0.4 | 0.1 | 7.2  |
| Tony Battie      | 82 | 4  | 18.4 | .477 | .125 | .675  | 5.0 | 0.8 | 0.6 | 0.9 | 6.6  |
| Calbert Cheaney  | 67 | 19 | 19.5 | .440 | .333 | .429  | 2.1 | 1.2 | 0.7 | 0.2 | 4.0  |
| Pervis Ellison   | 30 | 5  | 9.0  | .442 | -    | .714  | 2.2 | 0.4 | 0.3 | 0.3 | 1.8  |
| Danny Fortson    | 55 | 5  | 15.6 | .528 | -    | .735  | 6.7 | 0.5 | 0.4 | 0.1 | 7.6  |
| Adrian Griffin   | 72 | 47 | 26.8 | .424 | .281 | .753  | 5.2 | 2.5 | 1.6 | 0.2 | 6.7  |
| Walter McCarty   | 61 | 5  | 14.4 | .339 | .309 | .722  | 1.8 | 1.1 | 0.4 | 0.4 | 3.8  |
| Doug Overton     | 48 | 0  | 9.0  | .396 | .357 | .952  | 0.7 | 1.1 | 0.2 | 0.0 | 3.2  |
| Paul Pierce      | 73 | 72 | 35.4 | .442 | .343 | .798  | 5.4 | 3.0 | 2.1 | 0.8 | 19.5 |
| Vitaly Potapenko | 79 | 72 | 22.7 | .499 | .000 | .681  | 6.3 | 1.0 | 0.5 | 0.4 | 9.2  |
| Jamel Thomas     | 3  | 0  | 6.3  | .500 | .000 | 1.000 | 0.7 | 0.7 | 0.0 | 0.0 | 3.7  |
| Wayne Turner     | 3  | 0  | 13.7 | .167 | -    | .333  | 1.0 | 1.7 | 0.0 | 0.0 | 1.3  |
| Antoine Walker   | 82 | 82 | 36.6 | .430 | .256 | .699  | 8.0 | 3.7 | 1.4 | 0.4 | 20.5 |
| Eric Williams    | 68 | 17 | 20.3 | .427 | .347 | .793  | 2.3 | 1.4 | 0.6 | 0.2 | 7.2  |